# Bossossoua (Hawandawaki)
Bossossoua (auch: Bossossaoua, Bossossowa) ist ein Dorf in der Landgemeinde Hawandawaki in Niger.

## Geographie
Das Dorf liegt direkt an der Staatsgrenze zu Nigeria. Es befindet sich rund 14 Kilometer südlich des Hauptorts Hawandawaki der gleichnamigen Landgemeinde, die zum Departement Tessaoua in der Region Maradi gehört. Zu den Siedlungen in der näheren Umgebung von Bossossoua zählen Dodori im Norden sowie Dan-Barto und Maïmoujia im Südosten. Zwischen Bossossoua und Dodori verläuft das Trockental Goulbi May Farou.
Das Dorf besteht aus den Ortsteilen Bossossoua 1 und Bossossoua 2, die jeweils von einem eigenen traditionellen Ortsvorsteher (chef traditionnel) geleitet werden.
Bossossoua ist Teil der Übergangszone zwischen Sahel und Sudan. Die durchschnittliche jährliche Niederschlagsmenge beträgt hier zwischen 400 und 500 mm.

## Geschichte
Der deutsche Botschafter Bernd von Münchow-Pohl eröffnete am 7. Oktober 2015 eine neue Grenzstation in Bossossoua. Die Kosten des von der Deutschen Gesellschaft für Internationale Zusammenarbeit koordinierten Bauprojekts in der Höhe von 107 Millionen CFA-Francs hatte die Bundesrepublik Deutschland übernommen.

## Bevölkerung
Bei der Volkszählung 2012 hatte Bossossoua 827 Einwohner, die in 113 Haushalten lebten. Bei der Volkszählung 2001 betrug die Einwohnerzahl 310 in 43 Haushalten und bei der Volkszählung 1988 belief sich die Einwohnerzahl auf 452 in 76 Haushalten.
Die Bevölkerungsdichte in diesem Gebiet ist für nigrische Verhältnisse hoch.

## Wirtschaft und Infrastruktur
Das Gebiet der Ebenen im südlichen Teil der Region Maradi, in dem Bossossoua liegt, ist von einer anhaltenden Degradation der ackerbaulichen Flächen gekennzeichnet, die mit der hohen Bevölkerungsdichte in Zusammenhang steht. Die Niederschlagsmessstation im Ort wurde 1989 in Betrieb genommen. Es gibt eine Schule im Dorf. Durch Bossossoua führt die 67,2 Kilometer lange Nationalstraße 20 zwischen Gazaoua und der Staatsgrenze. Es handelt sich um eine moderne Erdstraße.